# 林道藩
林道藩（1961年—），广东潮州人，汉族，中华人民共和国政治人物、第十一届全国人民代表大会广东地区代表。
毕业于中山大学岭南学院工商管理专业，是中共党员。担任松发陶瓷有限公司总经理。2008年起担任全国人大代表。